# Yusuke Minato
Yusuke Minato (Japans: 湊 祐介, Minato Yusuke) (Kitaakita, 13 mei 1985) is een Japanse noordse combinatieskiër. Hij vertegenwoordigde zijn vaderland op de Olympische Winterspelen 2010 in Vancouver en op de Olympische Winterspelen 2014 in Sotsji.

## Carrière
Minato maakte zijn wereldbekerdebuut in december 2002 in Trondheim. In Sapporo nam de Japanner deel aan de wereldkampioenschappen noordse combinatie 2007, op dit toernooi eindigde hij als veertigste op de Gundersen. In februari 2008 nam hij in Lahti voor de eerste maal sinds zijn debuut deel aan een wereldbekerwedstrijd, een week later scoorde hij in Oslo zijn eerste wereldbekerpunt. Op de wereldkampioenschappen noordse combinatie 2009 in het Tsjechische Liberec eindigde Minato als zesde op de gundersen normale schans, als negende op de gundersen grote schans en als vijftiende op de massastart. Samen met Taihei Kato, Akito Watabe en Norihito Kobayashi veroverde hij de wereldtitel in de landenwedstrijd. Tijdens de Olympische Winterspelen van 2010 in Vancouver eindigde de Japanner als 26e op de gundersen grote schans.
In Oslo nam Minato deel aan de wereldkampioenschappen noordse combinatie 2011. Op dit toernooi eindigde hij als 28e op de gundseren grote schans en als 33e op de gundersen normale schans. In de landenwedstrijden eindigde hij samen met Akito Watabe, Taihei Kato en Norihito Kobayashi op de  vijfde plaats, samen met Norihito Kobayashi, Akito Watabe en Daito Takahashi eindigde hij als zesde in de landenwedstrijd van de grote schans. Op de wereldkampioenschappen noordse combinatie 2013 in Val di Fiemme eindigde hij samen met Yoshito Watabe, Taihei Kato en Akito Watabe als vierde in de landenwedstrijd. Tijdens de Olympische Winterspelen van 2014 in Sotsji eindigde Minato samen met Hideaki Nagai, Yoshito Watabe en Akito Watabe op de vijfde plaats.

## Resultaten

### Olympische Spelen
| Jaar | Plaats    | Resultaten       |
| ---- | --------- | ---------------- |
| 2010 | Vancouver | 26e Gundersen LH |
| 2014 | Sotsji    | 5e Team          |

### Wereldkampioenschappen
| Jaar | Plaats        | Resultaten                                                |
| ---- | ------------- | --------------------------------------------------------- |
| 2007 | Sapporo       | 40e 15 km Gundersen                                       |
| 2009 | Liberec       | 6e Gundersen NH · 9e Gundersen NH · 15e massastart · Team |
| 2011 | Oslo          | 28e Gundersen LH 33e Gundersen LH 5e Team LH 6e Team NH   |
| 2013 | Val di Fiemme | 4e Team                                                   |

### Wereldbeker
Eindklasseringen
| Seizoen   | Plaats |
| --------- | ------ |
| 2007/2008 | 40e    |
| 2008/2009 | 36e    |
| 2009/2010 | 40e    |
| 2010/2011 | 42e    |
| 2011/2012 | 29e    |
| 2012/2013 | 36e    |
| 2014/2015 | 65e    |